# Anomis lineosa
Anomis lineosa là một loài bướm đêm trong họ Erebidae.